# Rai Sport
Rai Sport, az olasz közszolgálati médium, a Rai tematikus sportcsatornája, amely 1999 óta sugároz. Elérhető digitális földfelszíni sugárzásban és a SKY Italia platformon. 2010 és 2017 között a csatorna neve Rai Sport 1 volt, ekkor egyesült a Rai Sport 2-vel.

## Sportközvetítés, mérkőzések

### Labdarúgás
- UEFA Euro 2024
- Futsal-világbajnokság
- U-20-as labdarúgó-világbajnokság
- U-17-es labdarúgó-világbajnokság
- I-League
- Olasz labdarúgókupa
- Serie C
- UEFA Európa Liga

### Tenisz
- ATP

## Logók

A Rai Sport első logója  2008. május 10-ig.
A Rai Sport második logója 2008. május 10-től  2009. június 15-ig.
A Rai Sport harmadik logója 2009. június 15-től  2009. szeptember 7-ig.
A Rai Sport negyedik logója 2009. szeptember 7-től 2010. május 18-ig.
A Rai Sport ötödik logója 2010. május 18-től  2017. február 5-ig.
A Rai Sport hatodik logója 2017. február 5-től  2017. április 5-ig.
A Rai Sport hetedik logója 2017. április 5-től  2022 június 6-ig.
A Rai Sport nyolcadik és jelenlegi logója 2022. június 6. óta.

## Külső hivatkozások
- https://www.rai.tv/raisport Hivatalos oldal (olaszul)